# Võ Xuân Cẩn
Võ Xuân Cẩn (chữ Hán: 武春謹, 10/9/1772 - 1852), là một đại thần nhà Nguyễn trong lịch sử Việt Nam. Ông là cha vợ của vua Tự Đức, con gái ông là hoàng hậu Võ Thị Duyên, là một trong 3 người phụ nữ hoàng tộc cao quý đương thời được sách sử triều Nguyễn gọi là "Tam cung".
Trong quãng đời làm quan của ông, có hai việc làm nổi bật, đó là: Xin phép thực hiện việc quân điền tại Bình Định; dâng sớ xin gia ơn cho con cháu thái tử Nguyễn Phúc Cảnh và xin bổ dùng con cháu Nguyễn Văn Thành, Lê Văn Duyệt, Lê Chất.

## Thân thế và sự nghiệp
Võ Xuân Cẩn là người huyện Lệ Thủy tỉnh Quảng Bình.
Lúc nhỏ, ông rất chăm học, thi đỗ hương cống (cử nhân), nhưng ở ẩn suốt thời Tây Sơn.
Gia Long năm thứ nhất (1802), nhà vua lấy lại kinh thành Phú Xuân, Võ Xuân Cẩn vào yết kiến, được bổ vào viện Hàn Lâm.
Năm 1803, ông được cử ra làm tham hiệp trấn Hưng Hóa, rồi làm cai bạ Bình Định.
Năm đầu Minh Mạng (1820), Võ Xuân Cẩn làm hiệp trấn Sơn Nam, sau về kinh đô Huế làm tả tham tri bộ Hình.
Năm 1824, ông làm hiệp trấn Nghệ An, rồi vì một lỗi nhỏ, bị giáng làm tuyên phủ phủ Hoài Đức (gần Hà Nội). Sau, chuyển ông làm Hình tả Bắc Thành hữu tham tri bộ Lại, rồi thăng thượng thư bộ Công.
Năm 1833, bổ Võ Xuân Cẩn làm tổng đốc Bình Phú (Bình Định và Phú Yên). Tại đây, năm 1835, ông được vua Minh Mạng khen rằng:
Tổng đốc Bình Phú Võ Xuân Cẩn từ khi nhậm chức tới nay thì Nam Kỳ luôn năm có việc. Địa hạt y trấn nhậm ở ngay khoảng đường trung độ, việc gọi lính và tải lương rất bận rộn, thế mà mọi việc đều được chu đáo. Trước đã thăng Thự hiệp biện Đại học sĩ, nay đặc cách gia hàm Thái tử Thiếu bảo và lại gia một cấp trác dị.
Một lần khác, ông lại được nhà vua khen là biết chọn quân ngũ, đàn hặc kẻ a dua trái phép.
Tháng 11 (âm lịch) năm 1838, ông đề nghị việc quân điền, tức lấy một số ruộng của người giàu ở Bình Định chia lại cho người nghèo.
Năm 1839, Võ Xuân Cẩn lĩnh chức thượng thư bộ Hình kiêm quản viện Đô Sát sung Thực lục tổng tài, chủ trì việc biên soạn bộ sử Thực Lục.
Thiệu Trị năm thứ nhất (1841), thăng ông thự Đông các đại học sĩ, lĩnh Hình bộ thượng thư như trước, rồi gia hàm thái tử thái bảo. Lấy cớ là tuổi đã quá 70, ông dâng sớ xin nghỉ việc, nhưng nhà vua không cho.
Năm 1842, nhà vua đi tuần tra Bắc Kỳ, sung Võ Xuân Cẩn làm khâm sai đốc lý lo việc tra biện các vụ án.
Năm 1846, gặp kỳ Khánh tiết, nhà vua ban thêm cho ông chức ngự tiền đại thần.
Năm Tự Đức thứ nhất (1848), Võ Xuân Cẩn dâng sớ xin gia ơn cho con cháu Anh Duệ thái tử (tức Nguyễn Phúc Cảnh); lại dâng sớ xin bổ dùng con cháu Nguyễn Văn Thành, Lê Văn Duyệt, Lê Chất, và đều được nhà vua nghe theo. Thấy ông tuổi già đức cao, nhà vua cho ông kiêm lĩnh chức Sư bảo các hoàng thân.
Năm 1850, nhân ngày lễ, nhà vua thưởng cho ông một chiếc kim khánh có chữ Túc đức nguyên lão.
Năm 1851, ông thọ 80 tuổi, được vua Tự Đức ban cho hai bài thơ mừng thọ.
Năm 1852, Võ Xuân Cẩn lại lấy cớ tuổi già cố xin về, vua y cho. Tháng 4 (âm lịch) năm ấy, ông mất tại quê nhà.
Thương tiếc, vua Tự Đức sai quan đến tế, ban tên thụy là Văn Đoan. Ngoài ra, nhà vua còn sai bộ Lễ đem bài thơ và bài minh do mình làm có nhan đề là Tứ triều nguyên lão (có nghĩa là đại thần có đức vọng lớn ở bốn triều) khắc lên bia đá dựng tại làng ông.
Năm 1858, nhà vua cho thờ ông trong đền Hiền Lương tại Kinh đô Huế.

## Việc làm nổi bật

### Thi hành phép quân điền tại Bình Định
Năm Mậu Tuất (1838), Tổng đốc Bình Phú Võ Xuân Cẩn tâu: 
Tỉnh Bình Định ít ruộng công mà ruộng tư nhiều gần đến gấp bốn lần, kẻ cường hào giàu có kiêm tính cả, mà người nghèo không trông nhờ vào đâu...Nay phàm ruộng tư cứ 5 mẫu làm hạn, còn thừa bao nhiêu thời làm ruộng công, phân cấp cho dân, để làm lương điền khẩu phân. Nhà vua dụ: Việc ấy chắc nhiều người không bằng, e khó làm được.
Năm sau, ông về Kinh triều yết, nhà vua lại hỏi tới việc chia ruộng đã trình bày trước, ông thưa rằng: 
Tỉnh Bình Định đất tốt, nhà làm một năm gặt hai mùa, nhưng phần nhiều bị kiêm tính cả, người nghèo không có một thước, một tấc ruộng nào, nay nếu kiểm xét lấy ruộng của người giàu ra, chỉ để lại cho 1, 2 phần làm thế nghiệp, số còn thừa ra, lấy cấp cho nhân dân, thì họ nghèo có chỗ trông nhờ, mà lợi của đất mới được đều vậy.
Lần này, nhà vua giao xuống cho bộ Hộ bàn kỹ lại... Tháng 7 (âm lịch), sau khi đọc lời nghị của đình thần, vua Minh Mạng sai ông và tham tri bộ Hộ Doãn Uẩn đi đến Bình Định làm phép quân điền. Đến tháng 10 (âm lịch) năm ấy thì việc xong, Võ Xuân Cẩn được nhà vua khen thưởng một cấp trác dị.
Đề cập đến việc làm này của ông, nhà nghiên cứu Nguyễn Đình Đầu viết: 
Quân điền ở Bình Định quả là sự nghiệp "trác dị" của Võ Xuân Cẩn, song cũng là công trình tập thể của vua quan – những người lãnh đạo đương thời. Quân điền ở Bình Định coi như ổn định từ 1840 đến 1945, mặc dầu có phải sửa sai, vì đôi chỗ còn kiện cáo tranh tụng.

### Dâng sớ xin gia ơn
Năm Tự Đức thứ nhất (1848), tháng 3 (âm lịch) Võ Xuân Cẩn dâng sớ xin gia ơn cho con cháu Anh Duệ thái tử (tức Nguyễn Phúc Cảnh), lại dâng sớ xin bổ dùng con cháu Nguyễn Văn Thành, Lê Văn Duyệt, Lê Chất. Trong sớ có câu rằng: Cứ theo án đã thành, thì tội không thể chối được, nhưng xét về nguyên nhân phải tội, thì tình còn có thể thương được.
Vua nghe rất cảm động, và đều cho thi hành cả.

## Gia đình
Võ Xuân Cẩn có 2 vợ, vợ chính là họ Bạch, vợ thứ là họ Trần. Bà họ Trần sinh ra con gái thứ là Võ Thị Duyên, sau này làm vợ vua Tự Đức tức Lệ Thiên Anh hoàng hậu (tước hiệu được phong sau khi mất).
Năm Ất Dậu (1885), vua Đồng Khánh gia phong Võ Xuân Cẩn làm  Lệ Quốc công. Tổ tiên ông (4 đời) và hai vợ ông đều được phong tước. Ngoài ra, bốn con trai ông đều được bổ chức quan.

## Trong văn hoá đại chúng
| Năm  | Tác Phẩm        | Diễn Viên  | Nhân Vật    |
| 2020 | 《Phượng khấu》 | Trọng Hiếu | Võ Xuân Cẩn |

## Sách tham khảo chính
- Quốc sử quán triều Nguyễn, Đại Nam chính biên liệt truyện. Nhà xuất bản Văn học, 2004.
- Quốc sử quán triều Nguyễn, Quốc triều chính biên toát yếu. Nhà xuất bản Văn học, 2002.
- Quốc sử quán triều Nguyễn, Đại Nam thực lục (tập 07). Bản dịch của Trung tâm khoa học xã hội và nhân văn quốc gia, Viện sử học Quốc sử quán triều Nguyễn, Tổ Phiên dịch Viện Sử học phiên dịch. Nhà xuất bản Giáo Dục xuất bản năm 2007.
- Nguyễn Q. Thắng- Nguyễn Bá Thế, Từ điển nhân vật lịch sử Việt Nam. Nhà xuất bản Khoa học Xã hội, Hà Nội, 1992.